# Tomas Espedal
Tomas Espedal, född 12 november 1961 i Bergen, är en norsk författare. Han är utbildad vid Universitetet i Bergen och debuterade som författare 1988. Espedal har specialiserat sig på självbiografisk prosa med fokus på stämningar och känslor. Han har bland annat tilldelats Kritikerpriset 2009 och Bragepriset 2011.

## Priser och utmärkelser
- 1991 – Pristagare i P2/Bokklubbens romantävling för Hun og jeg
- 2006 – Bergenspriset för Gå. Eller kunsten å leve et vilt og poetisk liv
- 2009 – Gyldendalpriset för Imot konsten
- 2009 – Kritikerpriset för Imot konsten
- 2011 – Bragepriset för Imot naturen
- 2012 – Långlistad till International IMPAC Dublin Literary Award 2013 för Imot konsten
- 2014 – Bergen kommuns konstnärspris